# 우베 비트
우베 비트(Uwe Witt, 1959년 10월 1일 비텐 출생)는 독일의 정치인으로, 2017년부터 독일 연방의회 의원으로 재직 중이다.
이전에는 독일을 위한 대안(AfD) 소속이었으나, 2021년 12월 당내 극단주의적 요소들을 이유로 탈당했다.
그는 2022년 1월 독일 중앙당에 입당했으나, 같은 해 8월 탈당했다. 2024년 12월에는 Bündnis Deutschland(BD)에 합류했다.

## 삶
노르트라인베스트팔렌주비텐에서 태어난 비트는 2017년 독일 연방의회 선거 이후 연방의회 의원이 되었다. 비트는 2017년부터 노르트라인베스트팔렌주의 독일 연방의회 비례대표 의원으로 활동했다. 그는 2022년 1월 중앙당으로 이적하기 전까지 독일을 위한 대안의 일원이었다.
비트는 2024년 12월 말 BD에 합류하여, 이 정당의 첫 연방 의원이 되었다.
그는 노동사회위원회와 보건위원회 위원이다.